# Pi-backbonding
De pi-backbonding (ook omschreven als π-backbonding of pπ-dπ-binding) is een concept dat een bijzonder type chemische binding beschrijft. Bij een dergelijke binding zijn elektronen uit een welbepaald orbitaal in staat om te verhuizen naar het antibindend orbitaal van een ander (meestal naburig) atoom. Hierbij ontstaat een orbitaaloverlap tussen een gevuld p-orbitaal en een leeg d-orbitaal.
Dit bindingsconcept wordt hoofdzakelijk in de coördinatiechemie gebruikt om bepaalde bindingen tussen het metaalion en het ligand te beschrijven. Zo binden koolstofmonoxide, etheen en het nitrosonium-ion via een dergelijke pi-backbonding. Vooral carbonylcomplexen (complexen met koolstofmonoxide als ligand) blijken door deze elektronische wisselwerking zeer stabiel te zijn. Daarnaast wordt het ook gebruikt om de bindingafstand P=O in onder meer fosforzuur te beschrijven: deze blijkt korter te zijn dan de normale P-O-binding. De kortere bindingsafstand valt hier te verklaren doordat een gevuld p-orbitaal van zuurstof zijn elektronen teruggeeft (vandaar de term backbonding) aan een leeg d-orbitaal van fosfor. Andere verbindingen waarin een pi-backbonding optreedt zijn zwavelzuur en perchloorzuur.